# Verwaltungsgliederung Luxemburgs

Kantone und Gemeinden in Luxemburg

Das Großherzogtum Luxemburg ist in zwölf Kantone mit 100 Gemeinden unterteilt, die sich meist aus mehreren Ortschaften zusammensetzen. Die Kantone dienen lediglich als territoriale Einheiten, auf deren Basis die Wahl- und Verwaltungsbezirke organisiert sind und haben keine eigenen Verwaltungsstrukturen. Von 1843 bis 2015 existierten zudem drei Distrikte, die eine Verwaltungsebene zwischen dem Innenministerium und den Gemeinden bildeten und von Distriktskommissaren geleitet wurden.
Jeder Kanton ist nach seinem Verwaltungssitz benannt, außer Capellen, das eigentlich ein Ortsteil von Mamer ist.
- (Distrikt Luxemburg, bis zum 3. Oktober 2015)
  - Kanton Capellen
  - Kanton Esch an der Alzette
  - Kanton Luxemburg
  - Kanton Mersch
- (Distrikt Diekirch, bis zum 3. Oktober 2015)
  - Kanton Clerf
  - Kanton Diekirch
  - Kanton Redingen
  - Kanton Vianden
  - Kanton Wiltz
- (Distrikt Grevenmacher, bis zum 3. Oktober 2015)
  - Kanton Echternach
  - Kanton Grevenmacher
  - Kanton Remich

| Kanton       | Einwohner (Stand: 2023) | Fläche, km² | Einwohner pro km² | Größte Ortschaft    | ISO 3166-2 | Gliederung Luxemburgs in zwölf Kantone |
| ------------ | ----------------------- | ----------- | ----------------- | ------------------- | ---------- | -------------------------------------- |
| Capellen     | 052.828                 | 0199,21     | 0265              | Mamer               | LU-CA      | Gliederung Luxemburgs in zwölf Kantone |
| Clerf        | 020.687                 | 0331,75     | 0.062             | Clerf               | LU-CL      | Gliederung Luxemburgs in zwölf Kantone |
| Diekirch     | 035.150                 | 0214,93     | 0164              | Ettelbrück          | LU-DI      | Gliederung Luxemburgs in zwölf Kantone |
| Echternach   | 020.280                 | 0185,54     | 0109              | Echternach          | LU-EC      | Gliederung Luxemburgs in zwölf Kantone |
| Esch/Alzette | 189.540                 | 0242,77     | 0781              | Esch an der Alzette | LU-ES      | Gliederung Luxemburgs in zwölf Kantone |
| Grevenmacher | 032.524                 | 0211,37     | 0154              | Grevenmacher        | LU-GR      | Gliederung Luxemburgs in zwölf Kantone |
| Luxemburg    | 204.358                 | 0238,46     | 0857              | Luxemburg (Stadt)   | LU-LU      | Gliederung Luxemburgs in zwölf Kantone |
| Mersch       | 035.579                 | 0223,90     | 0159              | Mersch              | LU-ME      | Gliederung Luxemburgs in zwölf Kantone |
| Redingen     | 020.874                 | 0267,49     | 0.078             | Redingen            | LU-RD      | Gliederung Luxemburgs in zwölf Kantone |
| Remich       | 024.186                 | 0127,87     | 0189              | Bad Mondorf         | LU-RM      | Gliederung Luxemburgs in zwölf Kantone |
| Vianden      | 0.05594                 | 054,08      | 0103              | Vianden             | LU-VD      | Gliederung Luxemburgs in zwölf Kantone |
| Wiltz        | 019.209                 | 0264,55     | 0.073             | Wiltz               | LU-WI      | Gliederung Luxemburgs in zwölf Kantone |